# Venstre (Danmark)
Venstre, Danmarks liberale parti är ett liberalt mittenorienterat politiskt parti i Danmark. Partiet är medlem i Alliansen liberaler och demokrater för Europa (ALDE). Partiledare är sedan november 2023 Troels Lund Poulsen. I folketingsvalet 2022 blev Venstre näst största parti med 13,3 procent av rösterna, vilket gav 23 mandat i folketinget.
Venstre bildades 1870 och är Danmarks äldsta parti. Venstre är delvis ett marknadsliberalt parti som betonar marknadsekonomi och valfrihet, men har också tydliga mittenvärderingar, där välfärdsstatens betydelse betonas och kraftiga skattesänkningar avvisas, liksom alltför långtgående avregleringar. Partiet har en EU-positiv linje samtidigt som man på 2000-talet också intagit en invandringsrestriktiv hållning.
Genom åren har Venstre ingått i (och oftast lett) många borgerliga regeringar. Ett par gånger har partiet dock istället gått i koalition med huvudmotståndaren Socialdemokratiet. Från 2022 ingår Venstre i en sådan, blocköverskridande majoritetsregering tillsammans med Socialdemokratiet och Moderaterne. 
Det socialliberala partiet Det Radikale Venstre bildades som en utbrytning ur Venstre 1905.

## Etymologi
Namnet "venstre" för ett parti som står strax till höger om mitten i dansk politik, kan tyckas förvirrande. Den historiska bakgrunden till namnet är att partiet grundades som ett agrart bondeparti efter landboreformerna i Danmark, och till en början hade det konservativa Højre (det nuvarande Konservative Folkeparti) som huvudmotståndare i viktiga frågor. I Danmark skiljer man mellan Venstre och venstrefløj ("vänsterflanken").

## Historia

### Bakgrund
Efter landboreformerna, grundtvigianismen och folkhögskolerörelsen i Danmark 1800–1850, ökade böndernas politiska makt snabbt under det tidiga 1800-talet. Det partiliknande Bondevennernes Selskab fick ett visst politiskt inflytande under första halvan av 1800-talet, och 1860 tillträdde en statsminister från Bondevennernes selskab, Carl Eduard Rotwitt.

### Tidiga år
Partiet Venstre grundades 1870 ur Bondevennernes Selskab och andra agrara och vänsterorienterade (danska: venstreorienterede) grupper under namnet Det Forenede Venstre.
Partiet kännetecknades som ett landsbygdsorienterat agrarparti som förespråkade ytterligare jordreformer, införande av allmän sjukförsäkring, och förbättrad utbildning för landsbygdsbefolkningen, men även mittenliberaler i städerna anslöt sig till partiet. Venstre hyste även en viss skepsis mot skatter. 1892 lyckades Venstre, som första land i världen, införa allmän sjukförsäkring i Danmark.
Åren 1895 till 1910 gick partiet under namnet Venstrereformpartiet. Efter inre strider och oenighet mellan olika falanger inom Det forenede Venstre bildades Venstrereformpartiet under ledning av Jens Christian Christensen. Partiet uppnådde en stor valseger 1901 med 76 mandat av 114 mot Højres (Konservative Folkeparti) 8 mandat. Partiet bildade den första Venstreministären (Venster-regering) 1901 men ena partiet i samarbetet, Det Moderate Venstre, hölls utanför. Valsegern 1901 brukar ses som kulmen på striderna under 1800-talet, och Venstres makt konsoliderades efter denna valseger. Efter 1901 fortsatte partiet utbyggnaden av utbildningsväsende och sjukvård. 1919 förbjöds fideikommisser i Danmark, vilket kan ses som kulmen och avslutningen på 1800-talets stora jordstrider mellan Venstre och Konservative folkeparti. Det forenede Venstre splittrades 1905, genom vilken Det Radikale Venstre bildades, medan resten av partiet gick samman med Moderate Venstre och bildade dagens Venstre. Andra utbrytningar var De uafhængige (1934) och De uafhængige (1953).
År 1910 byttes namnet till Venstre för att sedan 1963 bära namnet Venstre, Danmarks Liberale Parti. Partiets huvudmotståndare var det konservativa Højre, som vid tiden var det dominerande politiska partiet i Danmark.

### Senare år
Venstre var en folkrörelse med en medlemstopp på 200 000 år 1950 (vilket kan jämföras med 65 000 år 2005). Partiet byggdes upp av många lokala föreningar och kooperativ. Venstres nationella organisation var i sin helhet bildad först 1929.
Under efterkrigstiden har partiet varit i regeringsställning vid tolv olika tillfällen. Sju av dessa regeringsbildningar har varit koalitioner med Konservative Folkeparti (och ibland även andra partier), medan Socialdemokratiet har bildat regering med Venstre vid två tillfällen. De tre övriga har varit enpartiregeringar. Venstre har haft statsministerposten i sex av dessa tolv regeringar (1945–1947, 1950–1953, 1973–1975, 2001–2011 och i två regeringar 2015–2019).
Vid folketingsvalet 2001 fick Venstre 31,2 procent och blev för första gången sedan 1920 Danmarks största parti, en position man behöll i valen 2005, 2007 och 2011. Mellan 2001 och 2011 ledde först Anders Fogh Rasmussen och sedan Lars Løkke Rasmussen som Venstres partiledare en regeringskoalition med Konservative Folkeparti, vilken fick stöd i folketinget från Dansk Folkeparti. Mellan 2015 och 2019 var Lars Løkke Rasmussen återigen statsminister, först för en enpartiregering och från 2016 i en borgerlig koalition med Konservative Folkeparti och Liberal Alliance. Dansk Folkeparti var återigen stödparti i folketinget. 
Vid 2019 års folketingsval förlorades den borgerliga folketingsmajoriteten, efter att både Liberal Alliance och Dansk Folkeparti mer än halverats. Detta kompenserades inte av framgången för Venstre, som gick tydligt fram till 23,4 procent, och Lars Løkke Rasmussen lämnade dagen efter valet in sin avskedsansökan som statsminister. Han avgick senare även som partiordförande och efterträddes av Jakob Ellemann-Jensen. Efter missnöje med partiets inriktning med den nya partiledaren bildade Lars Løkke Rasmussen ett nytt parti, Moderaterne, inspirerat av det svenska partiet Moderaterna under Fredrik Reinfeldts ledning. Även Venstres tidigare vice partiledare Inger Støjberg lämnade Venstre och bildade det nya partiet Danmarksdemokraterne.
Sedan folketingsvalet 2022 ingår Venstre i regeringen Frederiksen II, en blocköverskridande majoritetskoalition med Socialdemokratiet och Moderaterne.

## Venstre som regeringsparti (årtal)
- 1901 – 1909 (som Venstrereformpartiet)
- 1910 – 1913
- 1920 – 1924
- 1926 – 1929
- 1945 – 1947
- 1950 – 1953, tillsammans med Konservative Folkeparti
- 1968 – 1971, tillsammans med Konservative Folkeparti och Radikale Venstre
- 1973 – 1975
- 1978 – 1979, tillsammans med Socialdemokraterne
- 1982 – 1988, tillsammans med Konservative Folkeparti, Centrum-Demokraterne och Kristeligt Folkeparti
- 1988 – 1990, tillsammans med Konservative Folkeparti och Radikale Venstre
- 1990 – 1993, tillsammans med Konservative Folkeparti
- 2001 – 2011, tillsammans med Konservative Folkeparti
- 2015 – 2016
- 2016 – 2019, tillsammans med Liberal Alliance och Konservative Folkeparti
- 2022 –, tillsammans med Socialdemokratiet och Moderaterne

## Partiledare
- Thomas Madsen-Mygdal, 1929–1941 (död 1943)
- Knud Kristensen, 1941–1949 (död 1962)
- Edvard Sørensen, 1949–1950 (död 1954)
- Erik Eriksen, 1950–1965 (död 1972)
- Poul Hartling, 1965–1977 (död 2000)
- Henning Christophersen, 1977–1984 (död 2016)
- Uffe Ellemann-Jensen, 1984–1998
- Anders Fogh Rasmussen, 1998–2009
- Lars Løkke Rasmussen, 2009–2019
- Jakob Ellemann-Jensen, 2019–2023
- Troels Lund Poulsen, 2023–

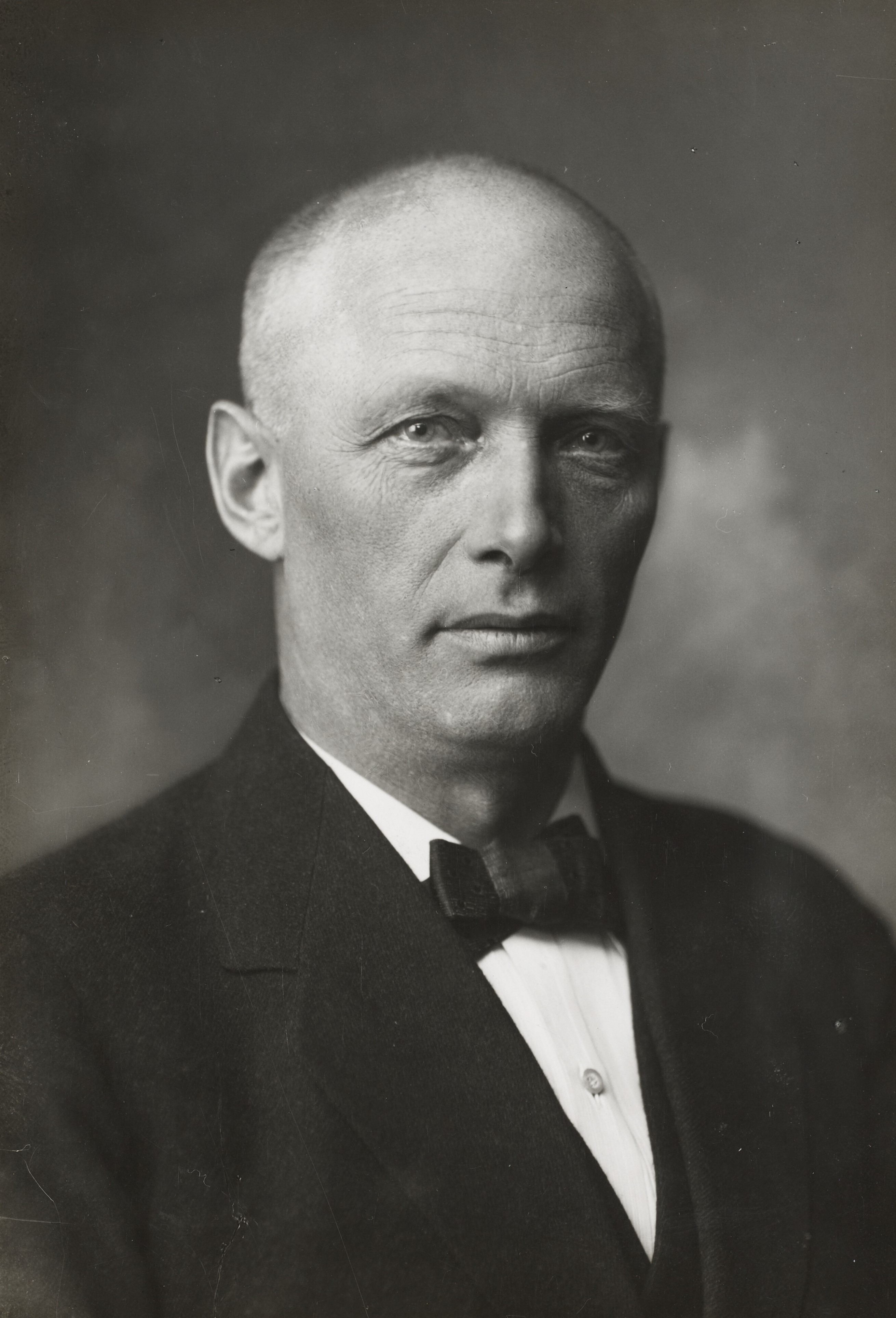
Thomas Madsen-Mygdal, partiledare 1929–1941.
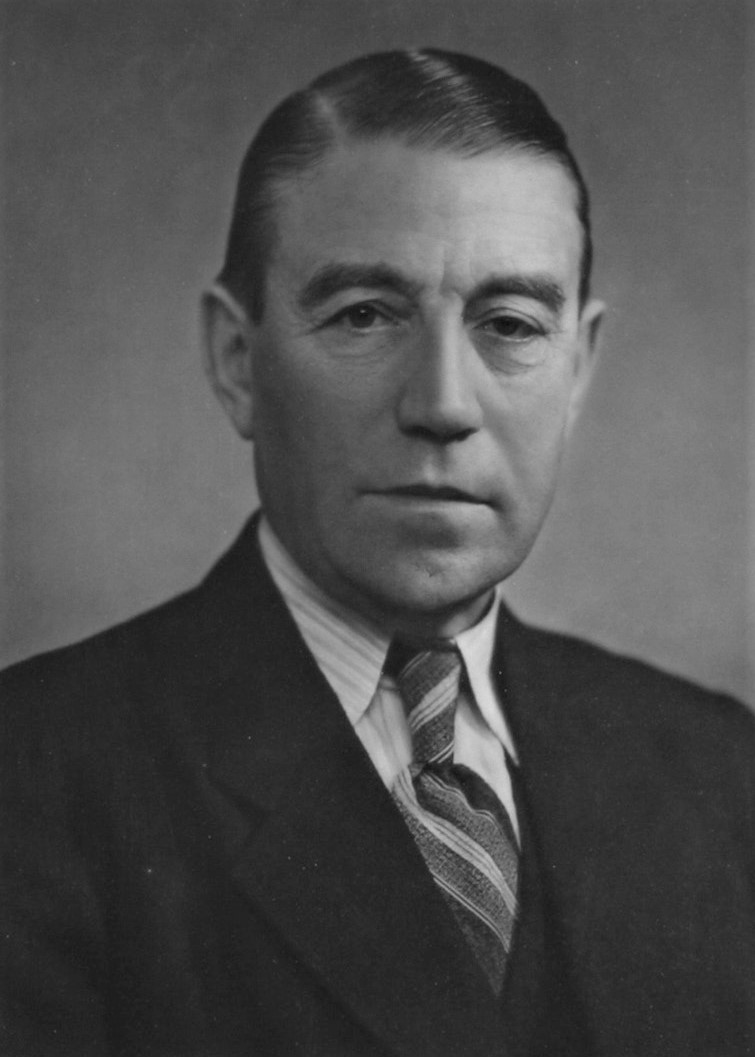
Knud Kristensen, partiledare 1941–1949.
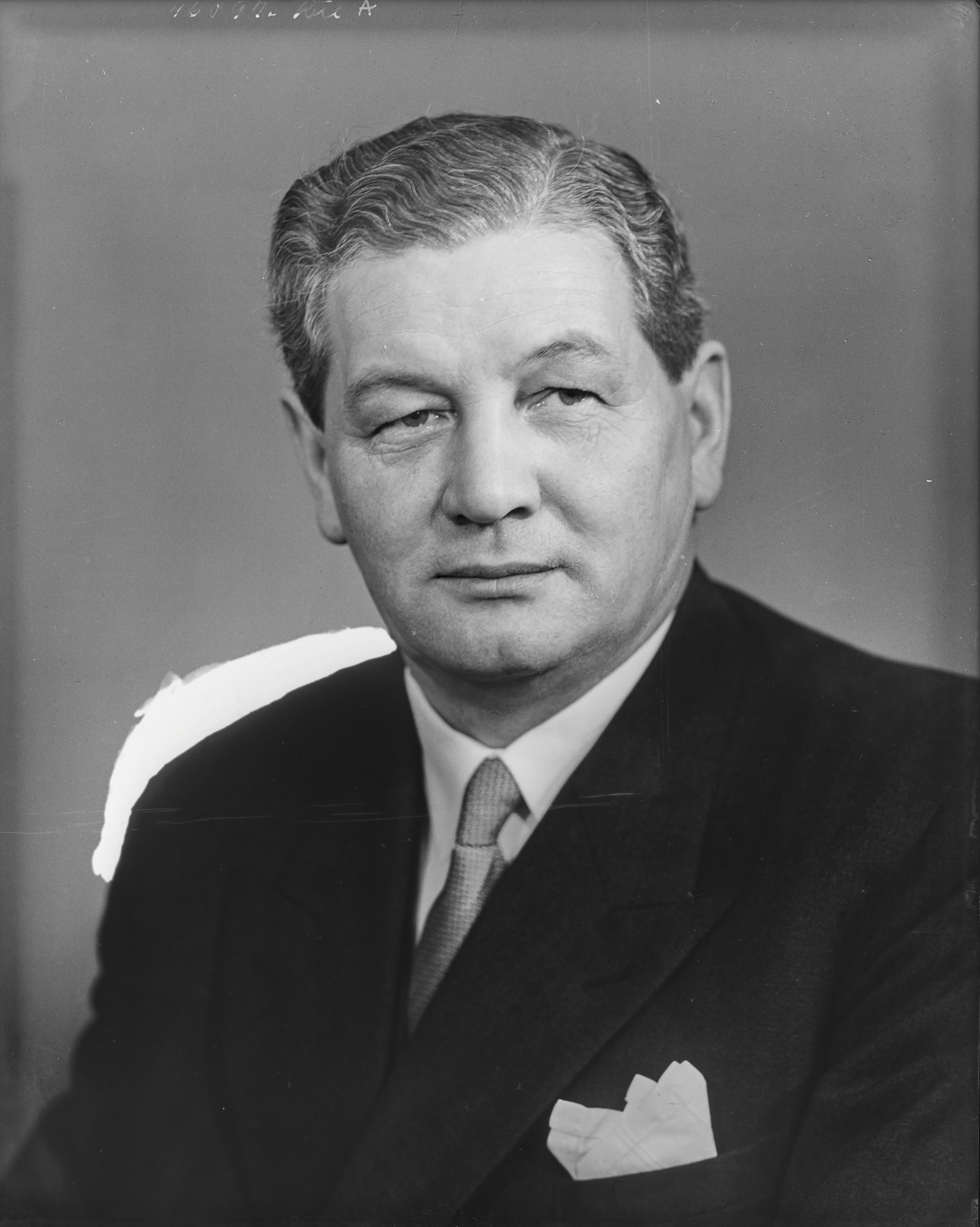
Erik Eriksen, partiledare 1950–1965.
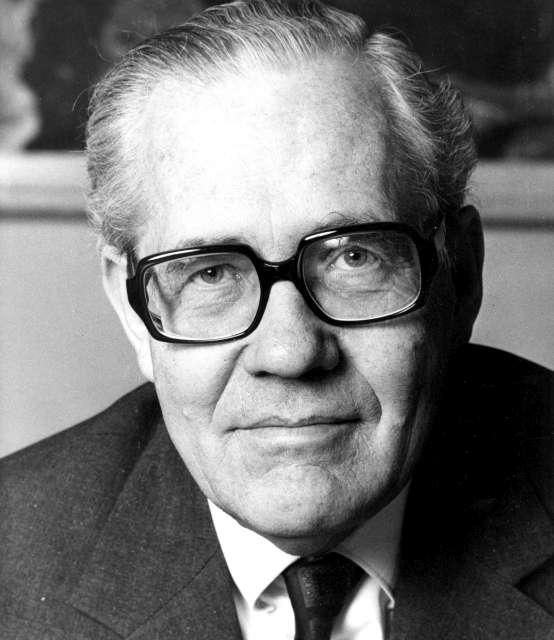
Poul Hartling, partiledare 1965–1977.
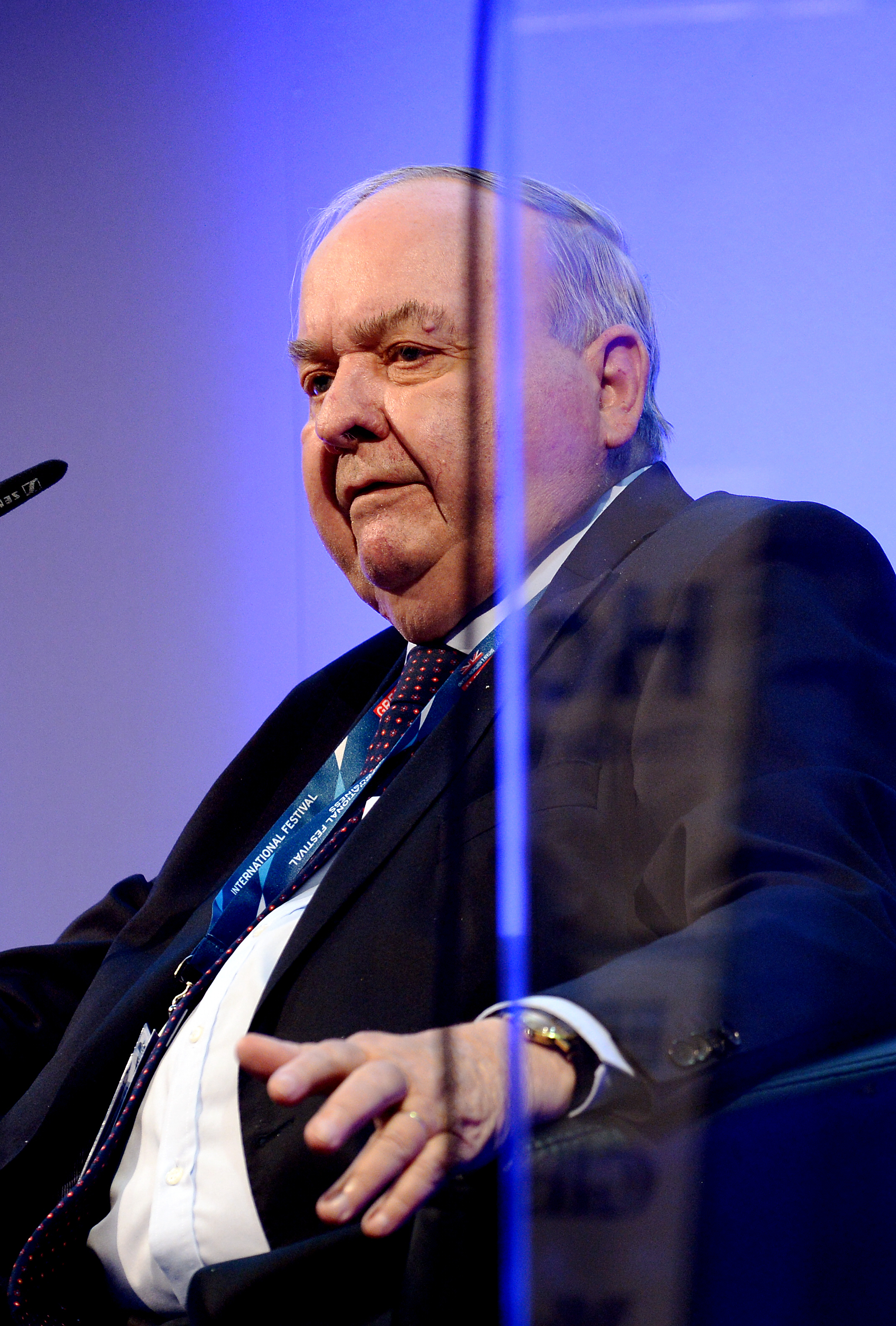
Henning Christophersen, partiledare 1977–1984.
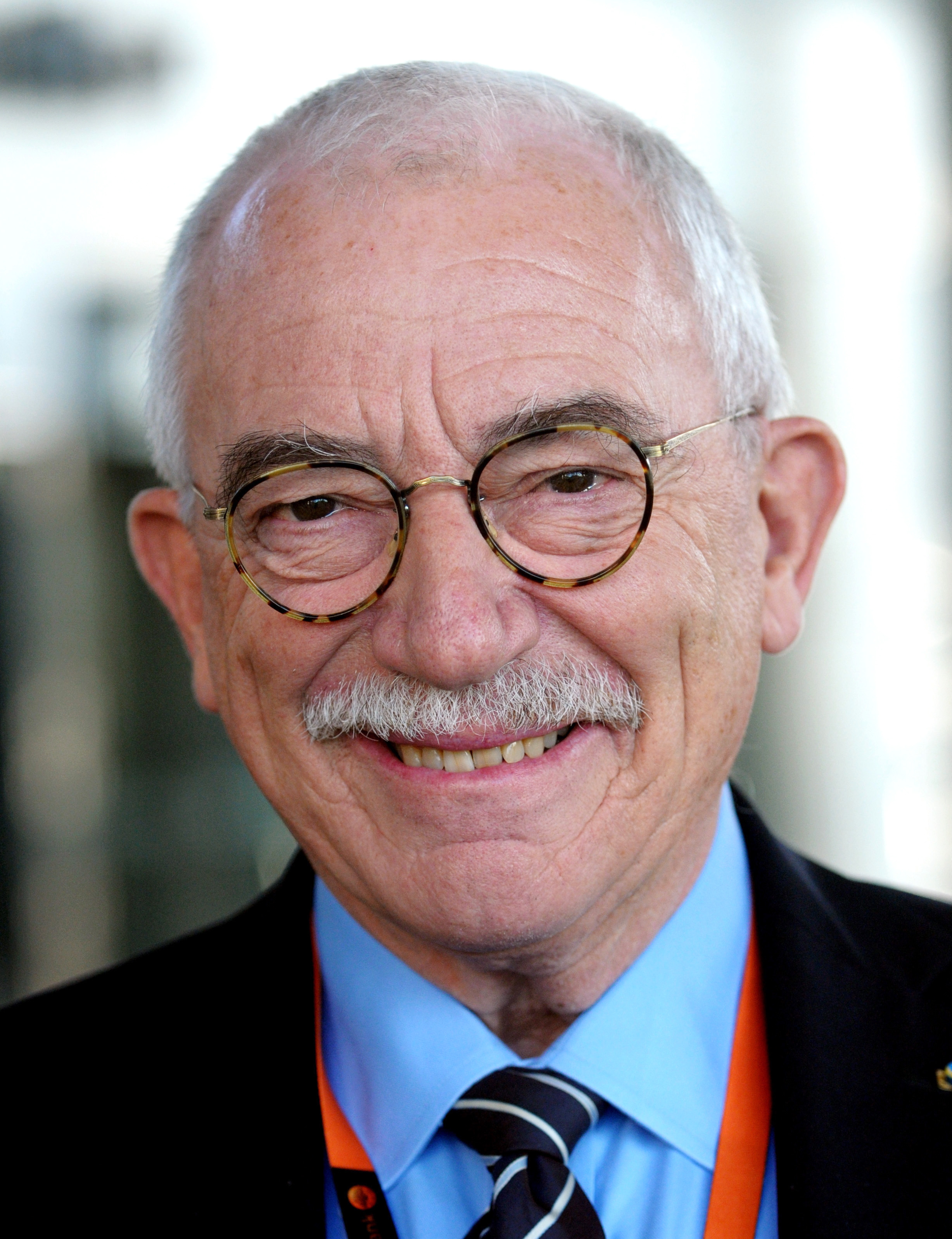
Uffe Ellemann-Jensen, partiledare 1984–1998.
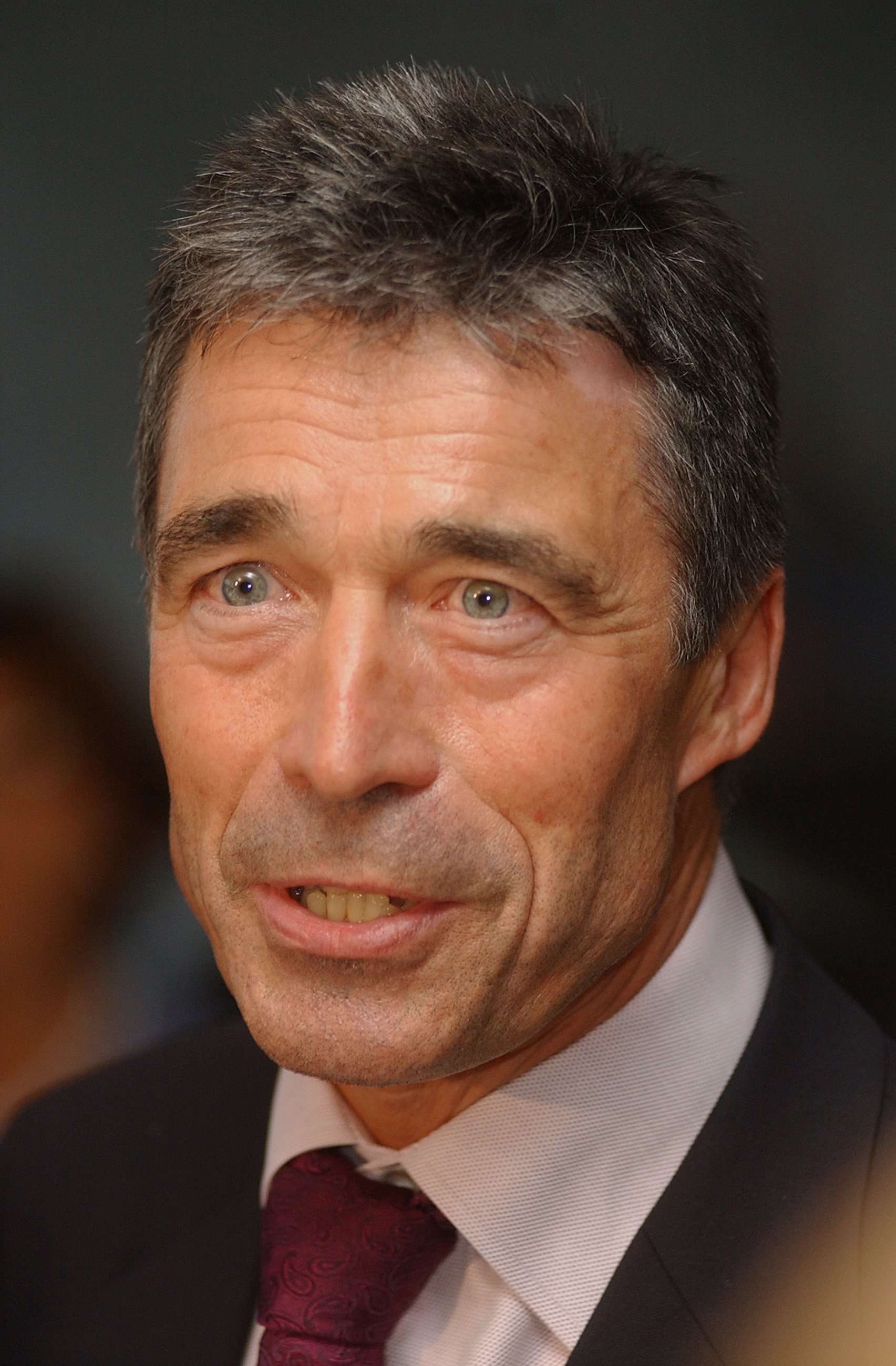
Anders Fogh Rasmussen, partiledare 1998–2009.
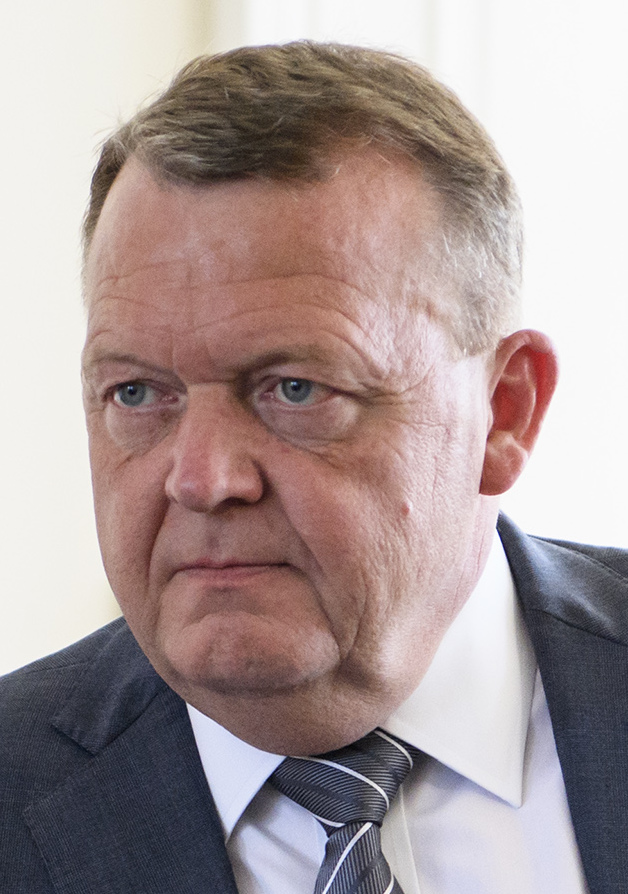
Lars Løkke Rasmussen, partiledare 2009–2019.
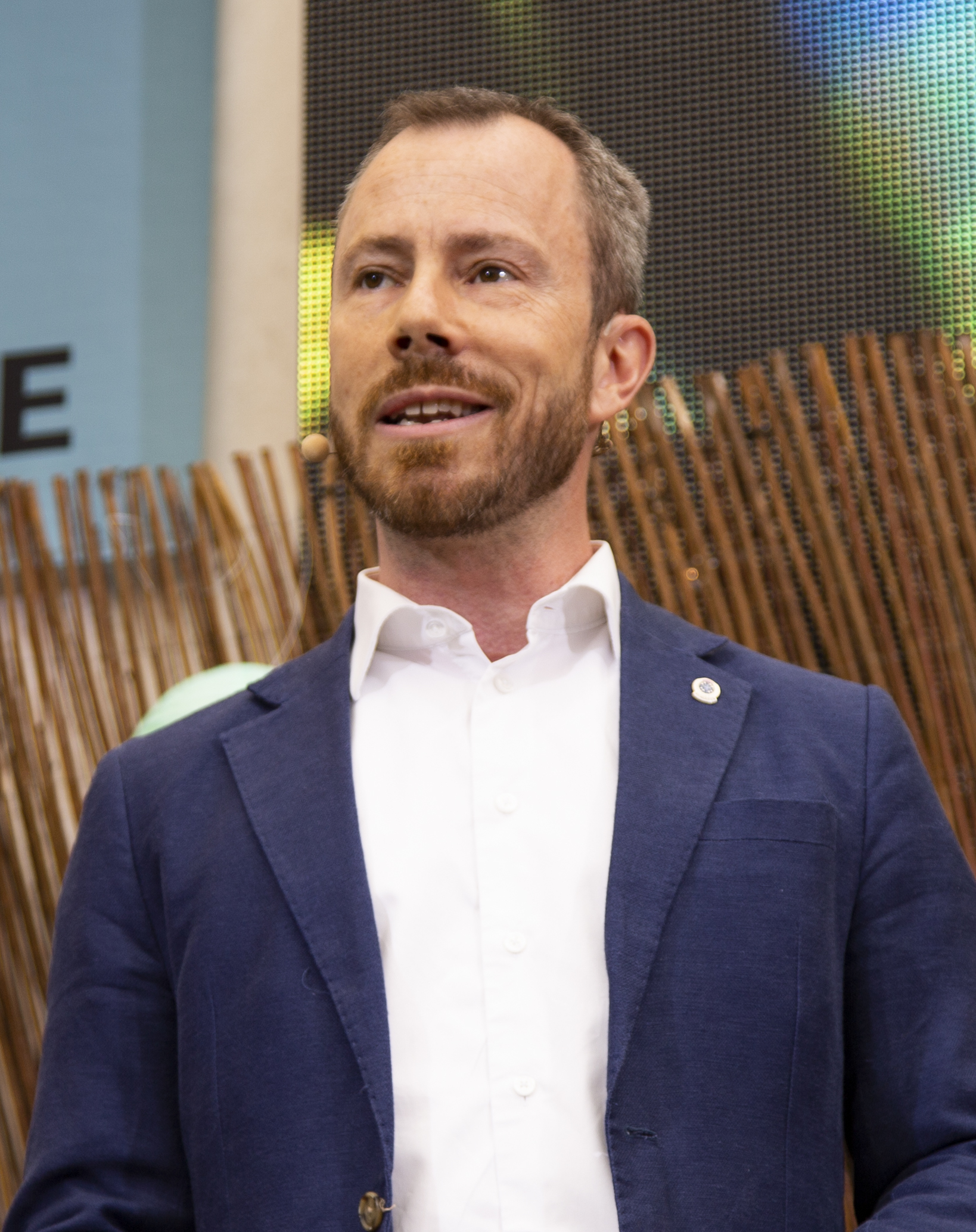
Jakob Ellemann-Jensen, partiledare 2019–2023.
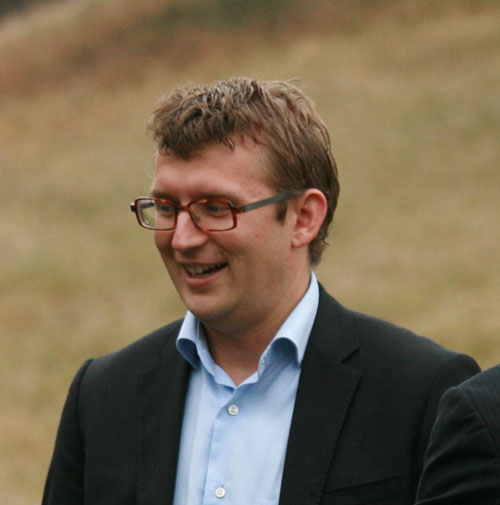
Troels Lund Poulsen, partiledare sedan 2023.